# Quatuor à cordes no 6 de Stenhammar
Pour les articles homonymes, voir Quatuor à cordes no 6.
Le Quatuor à cordes no 6 en ré mineur opus 35 est une composition de musique de chambre de Wilhelm Stenhammar. Composé en 1916 il est créé le 17 avril 1918 à Göteborg.

## Structure
1. Tempo moderato, sempre un poco rubato
2. Scherzo: Allegro vivace
3. Poco adagio
4. Finale: Presto

- Durée d'exécution: vingt cinq minutes.